# Myelinolys

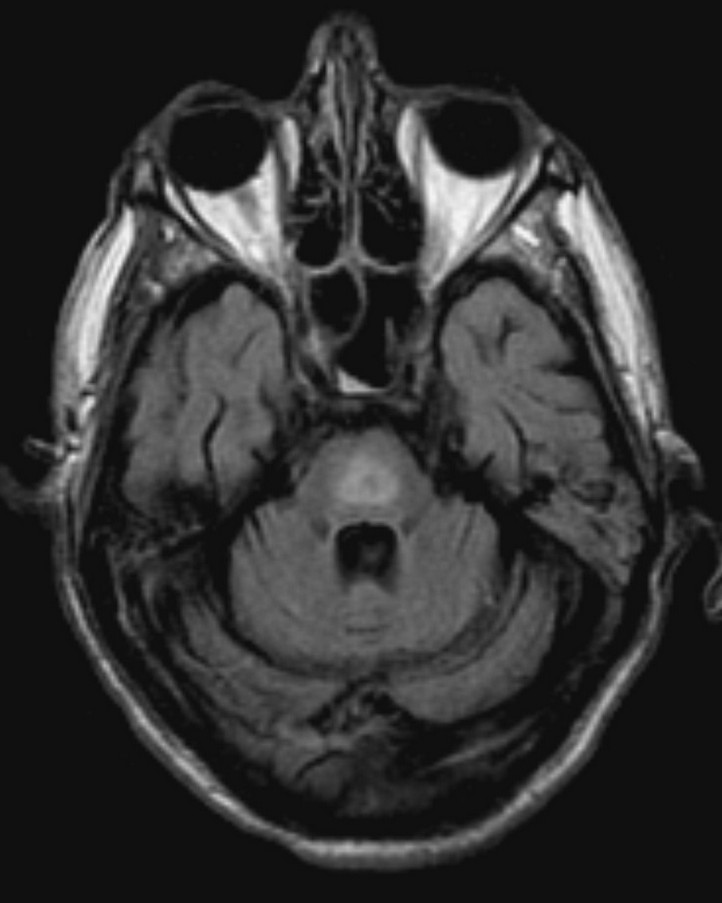
Central pontine myelinolysis, MRI FLAIR

Myelinolys är ett osmotisk demyeliseringssyndrom som orsakas av att hyponatremi korrigeras i en alltför snabb takt. Om myelinet försvinner på nerverna blir nervsignalerna långsammare. Detta kan bidra till central- och extrapontin myelinolys. Detta ger upphov till allvarliga och bestående neurologiska skador.